# Німецький конгрес запобігання злочинності
Німе́цький конгре́с запобіга́ння злочи́нності (нім. Deutscher Präventionstag, скорочено «DPT») є некомерційним товариством з обмеженою відповідальністю з місцезнаходженням у м. Ганновер. Належить до найбільших у Європі міжнародних форумів, що спеціалізуються на проведенні міжнародних науково-практичних заходів. Заснований у 1995 р. Німецьким фондом запобігання злочинності та сприяння особам, що вчинили злочинні діяння («DVS»). Комерційний директор — Е. Маркс (E.Marks), президент — відомий кримінолог, професор Тюбінгенського університету (до 2011 р. — директор Інституту кримінології зазначеного ВУЗу) Х.-Ю. Кернер (H.-J.Kerner).
Конгрес залучає провідних фахівців усіх континентів, має розгалужені функції і структуру, використовує сучасні технологій в обробці інформації та просуванні власного продукту. Провів у різних містах 20 засідань (конгресів), у яких брали участь як доповідачі та відвідувачі 50000 зацікавлених осіб. З липня 2011 р. щоденно публікує на сайті новини про події, документи, дослідження у сфері запобігання злочинності та реалізацію відповідної політики. Функція пошуку тексту на сайті конгресу допомагає швидко знаходити в архіві усі раніше опубліковані новини.
Документація Конгресу містить інформацію про 2700 доповідачів; 1000 доповідей (в онлайн-режимі), декларації, звіти з кількісно-якісними показниками проведених засідань, публікації учасників на паперових носіях. З 1997 по 2015 рр. Конгрес оприлюднив у видавництві «Forum Verlag Godesberg» 23 збірники, частина яких доступна для скачування. Медіатека Конгресу, створена у 2014 р., містить 231 документ, розміщений на його сайті та порталі YouTube. З 2005 р. на щорічних кінофорумах конгрес показав 99 фільмів превентивного спрямування.
Конгрес розгортає роботу власного Науково-дослідного інституту (DPTI) з метою передачі знань і кваліфікацій, міжнародних обмінів, поглиблення діалогу між державними органами, асоціаціями та громадянським суспільством; надання рекомендацій партнерським організаціям.
Постійними партнерами Конгресу є галузеве об'єднання Союз соціальної роботи, кримінального права та кримінальної політики — (DBH); Поліцейське запобігання злочинності у землях та федерації — (ProPK); Німецький форум запобігання злочинності — (DFK). Міжнародні партнери Конгресу — Всесвітній центр запобігання злочинності (ICPC, Монреаль); Європейський форум безпеки у містах (EFUS, Париж); Корейський інститут кримінології (KIC, Сеул); Альянс запобігання насильства (ВООЗ, Женева). Співпрацює з відповідальними за запобігання злочинності співробітниками поліції, органів охорони здоров'я, служб протидії бездоглядності, органів юстиції, релігійних громад, освітньої сфери. Частка представників поліції на 20-ому Конгресі складала 19,8 %, що зазвичай є найбільшою серед учасників.
З 2012 р. Конгрес залучає незалежних експертів для зовнішньої оцінки щорічних засідань. Великі звіти публікує в Інтернеті, а також у паперових збірниках через кілька місяців після проведення чергового конгресу.
Розвиток превентивної думки у зарубіжних країнах під впливом конгресу відображають матеріали провідних світових кримінологічних організацій та ресурсів. Передовий досвід Конгресу аналізувався у творах північноамериканських, англійських, скандинавських, пакистанських російських, українських вчених. Щорічні міжнародні конференції НДІ ім. В. В. Сташиса НАПр. Н України об'єднує із засіданнями Конгресу масштабність і періодичність їх проведення, залучення значної кількості професорів, відповідність тем конференцій розвитку кримінологічної ситуації.